# Arsenal WFC
Arsenal Women Football Club, tidigare Arsenal Ladies Football Club, är en engelsk fotbollsklubb. Klubben har genom åren varit Englands mest framgångsrika klubb på damsidan i fotboll. Arsenal WFC startade 1987, och blev halvprofessionell 2002.

## Historia
Klubben grundades 1987 som Arsenal Ladies Football Club av Vic Akers som var lagets tränare fram till 2009 . Efter Akers tränades laget av Tony Gervaise, Laura Harvey  och Joe Montemurro. Från juni 2021 till oktober 2024 var svenske Jonas Eidevall manager för Arsenal WFC.
Säsongen 2006/2007 var en framgångsrik säsong för Arsenal LFC. De började med att den 2 augusti 2006 slå Everton LFC i Community Shield med hela 3–0. I Engelska ligacupen vann man finalen med 1–0 mot Leeds United LFC.
Den 29 april 2007 spelade man final i UEFA Women's Cup, Arsenal LFC vann bortamatchen mot Umeå IK från Sverige med 1–0 och klarade 0–0 hemma. De tog därmed sin och Englands historiska första titel i denna tävling. Den 7 maj samma år vann man FA Women's Cup-finalen mot Charlton Athletic LFC. Arsenal blev även ligamästare 2007.
Mellan november 2005 och april 2008 vann Arsenal 51 ligamatcher i följd.
I juli 2017 bytte klubben namn till Arsenal Women Football Club.
Säsongen 2018/2019 vann Arsenal åter FA Women's Super League, sju poäng före Manchester City och 12 poäng före regerande mästaren Chelsea. Arsenals Vivianne Miedema vann skytteligan på 22 mål och Beth Mead assistligan med 12 assists.
Den 25 maj 2025 vann Arsenal Uefa Women's Champions League efter seger med 1–0 över Barcelona. Målet gjordes av Stina Blackstenius.

### North London derby
Det första derbyt mellan Arsenal WFC och Tottenham Hotspur Ladies på damsidan spelades 17 November 2019 på Tottenham Hotspur Stadium, sedan Tottenham efter säsongen 2018/2019 flyttats upp till FA Women's Super League, vilket möjliggjorde derbyt mellan lagen. Arsenal WFC vann derbyt med 2–0 inför hela 38 262 åskådare – publikrekord för ligan . Det enda tidigare mötet i en tävlingsmatch kom 2017 i FA Women's Cup då  Arsenal vann med 10–0 mot ett Tottenham som då huserade på nivå 3 i ligasystemet, i FA Women's National League South.

### Arsenal i Europacupspel
| Säsong    | Uefa Women's Champions League 2001–, (2009– i nuvarande form) |
| --------- | ------------------------------------------------------------- |
| 2024/2025 | Mästare – finalseger över Barcelona                           |
| 2023/2024 |                                                               |
| 2022/2023 | Semifinal                                                     |
| 2021/2022 | Kvartsfinal                                                   |
| 2020/2021 |                                                               |
| 2019/2020 | Kvartsfinal                                                   |
| 2018/2019 |                                                               |
| 2017/2018 |                                                               |
| 2016/2017 |                                                               |
| 2015/2016 |                                                               |
| 2014/2015 |                                                               |
| 2013/2014 | Kvartsfinal                                                   |
| 2012/2013 | Semifinal                                                     |
| 2011/2012 | Semifinal                                                     |
| 2010/2011 | Semifinal                                                     |
| 2009/2010 | Kvartsfinal                                                   |
| 2008/2009 | Kvartsfinal                                                   |
| 2007/2008 | Kvartsfinal                                                   |
| 2006/2007 | Mästare – finalseger över Umeå IK                             |
| 2005/2006 | Kvartsfinal                                                   |
| 2004/2005 | Semifinal                                                     |
| 2003/2004 |                                                               |
| 2002/2003 | Semifinal                                                     |
| 2001/2002 | Kvartsfinal                                                   |

## Spelare
| Nr | Land          | Pos | Namn                   |
| -- | ------------- | --- | ---------------------- |
| 1  | Österrike     | MV  | Manuela Zinsberger     |
| 3  | England       | F   | Lotte Wubben-Moy       |
| 5  | Skottland     | F   | Jennifer Beattie       |
| 6  | England       | F   | Leah Williamson        |
| 7  | Australien    | F   | Steph Catley           |
| 8  | Sverige       | MF  | Rosa Kafaji            |
| 9  | England       | A   | Beth Mead              |
| 10 | Skottland     | MF  | Kim Little (lagkapten) |
| 11 | Nederländerna | A   | Vivianne Miedema       |
| 12 | Norge         | MF  | Frida Maanum           |
| 13 | Schweiz       | MF  | Lia Wälti              |
| 14 | Kanada        | MV  | Sabrina D'Angelo       |
| 15 | Irland        | A   | Katie McCabe           |
| 16 | Schweiz       | F   | Noëlle Maritz          |
| 17 | Sverige       | A   | Lina Hurtig            |

| Nr | Land          | Pos | Namn                 |
| -- | ------------- | --- | -------------------- |
| 18 | USA           | MV  | Kaylan Marckese      |
| 19 | Australien    | A   | Caitlin Foord        |
| 20 | Brasilien     | A   | Giovana Queiroz      |
| 21 | Nederländerna | MF  | Victoria Pelova      |
| 22 | Danmark       | MF  | Kathrine Møller Kühl |
| 23 | England       | A   | Alessia Russo        |
| 25 | Sverige       | A   | Stina Blackstenius   |
| 26 | Österrike     | F   | Laura Wienroither    |
| 27 | England       | A   | Jodie Taylor         |
| 29 | England       | F   | Teyah Goldie         |
| 56 | England       | MF  | Freya Godfrey        |
| –  | Sverige       | F   | Amanda Ilestedt      |
| –  | Kanada        | A   | Cloé Lacasse         |

## Akademilag
Arsenal har ett samarbete med Oaklands College i St Albans där flickor kan gå i skola vid sidan av träningen. Från 2020 ska det finnas ett U21-lag vid skolan med tränare från klubben.[Uppdatering behövs]

## Svenska spelare
- Jessica Samuelsson 2017–2019
- Stina Blackstenius 2022–
- Lina Hurtig 2022–
- Amanda Ilestedt 2023–
- Rosa Kafaji 2024–

## Tränare genom tiderna
| Datum     | Namn                |
| --------- | ------------------- |
| 1987–2009 | Vic Akers           |
| 2009–2010 | Tony Gervaise       |
| 2010–2013 | Laura Harvey        |
| 2013–2014 | Shelley Kerr        |
| 2014–2017 | Pedro Martínez Losa |
| 2017–2021 | Joe Montemurro      |
| 2021–2024 | Jonas Eidevall      |
| 2024–     | Renée Slegers       |